# (73314) 2002 JA79
(73314) 2002 JA79 – planetoida z pasa głównego asteroid okrążająca Słońce w ciągu 3,82 lat w średniej odległości 2,44 j.a. Odkryta 11 maja 2002 roku.